# Eisenbahnunfall von Villafranca del Campo
Der Eisenbahnunfall von Villafranca del Campo war ein Frontalzusammenstoß eines Güterzugs mit einem Personenzug zwischen den Bahnhöfen von Villafranca del Campo und Santa Eulalia del Campo, Teruel, in Spanien an der Bahnstrecke Zaragoza–Valencia am 19. Dezember 1966, nachdem einer der Lokomotivführer ein haltzeigendes Signal übersehen hatte. 40 Menschen starben.

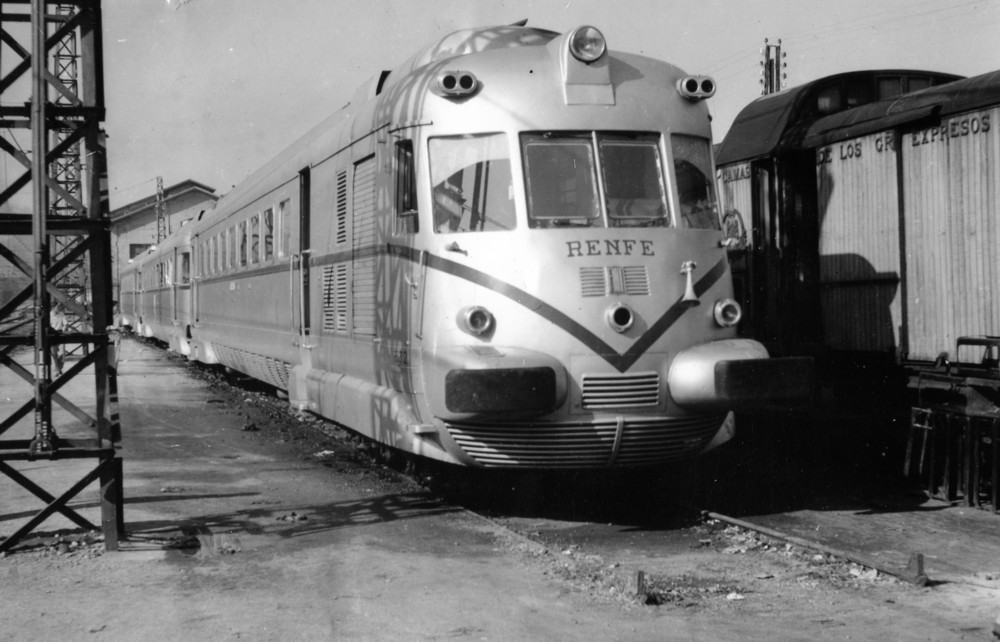
TAF-Triebwagen (RENFE-Baureihe 595), wie sie in den Unfall verwickelt waren

## Ausgangslage
Die eingleisige Bahnstrecke hatte keine signalabhängige Zugbeeinflussung.
Auf ihr war ein aus zwei Triebwagen gebildeter Nahverkehrszug der Baureihe 595 („TAF“ für „Tren Automotor FIAT“) von Teruel nach Saragossa unterwegs, der auf den Bahnhof Villafranca del Campo zu fuhr. Das Wetter war kalt und nebelig. Die meisten Fahrgäste hatten sich in den vorderen Triebwagen gesetzt, weil hier die Heizung am effektivsten arbeitete.
In der Gegenrichtung verkehrte ein Güterzug, der, von einer Dampflokomotive gezogen, leere Güterwagen für den Transport von Zitrusfrüchten von der französischen Grenze nach Valencia zurückführte. Dieser Zug verkehrte mit achtstündiger Verspätung, sodass jede seiner Kreuzungen außerplanmäßig stattfand. Der Fahrdienstleiter wollte im Bahnhof Villafranca del Campo die Kreuzung zwischen den beiden Zügen durchführen. Er stellte dazu das Einfahrsignal für den Güterzug auf Fahrt. Das Ausfahrsignal zeigte noch Halt.

## Unfallhergang
Der Lokomotivführer des Güterzugs übersah wegen des Nebels das haltzeigende Signal, durchfuhr den Bahnhof Villafranca del Campo – obwohl das Bahnhofspersonal ebenfalls versuchte, ihm noch Halt zu signalisieren – und auf die freie Strecke, auf der ihm der Nahverkehrszug entgegenkam. Der Nebel war hier so dicht, dass die Lokomotivführer, obwohl die Strecke hier schnurgerade verläuft, den jeweils entgegen kommenden Zug erst bemerkten, als sie nicht mehr ausreichend bremsen konnten. Beide Züge waren noch mit etwa 80 km/h unterwegs. Zwischen den Bahnhöfen Villafranca del Campo und Santa Eulalia del Campo kam es so bei Streckenkilometer 89,5 um 08:10 Uhr zur Kollision. Die schwere Güterzuglokomotive zertrümmerte den vorderen Triebwagen völlig, der hintere Teil kam auf den Resten des vorderen zu stehen. Der Dieselkraftstoff entzündete sich, so dass die Trümmer sofort zu brennen begannen, wodurch sich die Zahl der Opfer noch erhöhte.

## Folgen
40 Menschen starben, darunter auch der Triebfahrzeugführer. 12 wurden darüber hinaus verletzt. Ein verletzter Eisenbahner begab sich zu Fuß auf den Weg zum Bahnhof Villafranca del Campo, um Hilfe zu holen.